# 阿布哈夫猶太會堂

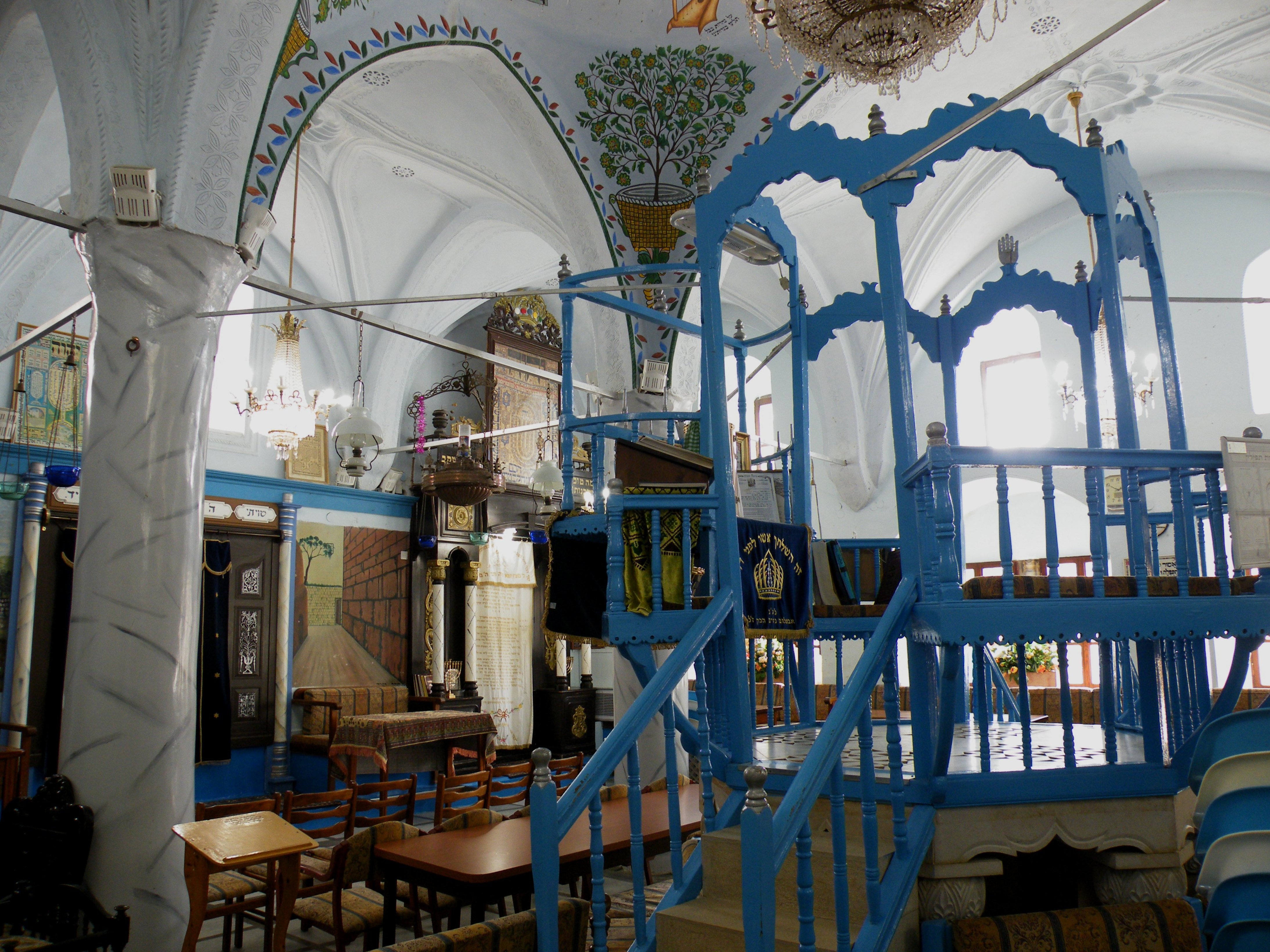
阿布哈夫猶太會堂內部

阿布哈夫猶太會堂（Abuhav Synagogue）是以色列的一座15世紀的猶太會堂，得名自15世紀時的西班牙拉比艾薩克·阿布哈夫。據傳這座猶太會堂是由他的門徒建立。在1837年的地震中，這座猶太會堂幾乎完全被毀，只有部分南牆倖存，現仍有保留。